# Burundi na Letnich Igrzyskach Olimpijskich 2000
Reprezentacja Burundi na Letnich Igrzyskach Olimpijskich 2000 w Sydney liczyła sześć osób: pięć mężczyzn i jedną kobietę.

## Występy reprezentantów Burundi

### Lekkoatletyka
Mężczyźni 800m
- Jean Patrick Nduwimana

1. Runda 1 – 01:46.78

2. Półfinał – 01:46.98 (nie awansował dalej)
- Arthemon Hatungimana

1. Runda 1 – 01:48.14 (nie awansował dalej)
Mężczyźni 5000m
- Vénuste Niyongabo

1. Runda 1 – 13:49.57 (nie awansował dalej)
Mężczyźni 10000m
- Aloys Nizigama

1. Runda 1 – 27:50.09

2. Finał – 27:44.56 (9. miejsce)
Męski maraton
- Patrick Ndayisenga

1. Finał – Dyskwalifikacja
Kobiety 5000m
- Diane Nukuri

1. Runda 1 – 16:38.30 (nie awansowała dalej)